# Dabarski brevijar
Dabarski brevijar ili Dabarski molitvenik je brevijar iz ličkoga mjesta Dabra kraj Otočca. Napisao ga je pop Stipan.
Glagoljički rukopis datira iz 1486. godine. Pisan je starohrvatskim čakavskim narječjem. Sadrži biblijske lekcije, nekoliko legendi i pasija te naknadni zapis popa Stipana iz godine 1515. u kojem on piše o turskoj opasnosti i velikim nevoljama koje su prouzročili osmanski osvajači te navodi da je brevijar vlasništvo crkvice sv. Kuzme i Damjana u Dabru. Brevijar kao važan dokument vremena sadrži podatke o objektima o čijem postojanju nema drugdje pisana traga osim u ovom brevijaru, kao crkve sv. Kuzme i Damjana u Dabru.
Jedan ukrasni inicijal iz Brevijara uklesan je i u kamen Gačanskoga parka hrvatske memorije u Otočcu, kao važan dio kulturne (glagoljaške) baštine i Gacke i Hrvatske.
Dabarski brevijar spada među glagoljske srednjovjekovne kodekse. Pisan je na 306 pergamentnih listova.  
Piše:
Iz Dabarskog brevijara što ga je od 1486. pisao pop Stipan saznajemo da su u župskim knjigama dužnika 1515. godine upisani: Škarići, Jarići, Silaševići, Starkići, Vučetići, Volčevići, Trhožići, Stričići, Berojići, Brajenkovići, Šimajevići i Križići.
Danas se izvornik nalazi u HAZU-u.